# Podhum (Jelenje)
 Podhum  (olaszul: Piedicolle) falu Horvátországban, a Tengermellék-Hegyvidék megyében. Közigazgatásilag Jelenjéhez tartozik.

## Fekvése
Fiumétól 8 km-re északkeletre, községközpontjától 2 km-re délkeletre a Hum domb délnyugati lábánál, az A6-os autópálya mellett fekszik.

## Története
A településnek 1857-ben 754, 1910-ben 1036 lakosa volt. A trianoni békeszerződésig Modrus-Fiume vármegye Sušaki járásához tartozott. Miután partizánok meggyilkolták a falu olasz tanárnőjét 1942. július 12-én hajnalban olasz csapatok szállták meg a települést. Az összes férfit és a 13 évnél idősebb fiúgyermekeket összegyűjtötték és a falu végére vezették, majd kisebb csoportokban kivégezték őket. Ezután a falu összes házát felgyújtották, a nőket és a gyermekeket pedig vonatra tették és fogságba hurcolták. A falunak 2011-ben 1421 lakosa volt.

## Lakosság

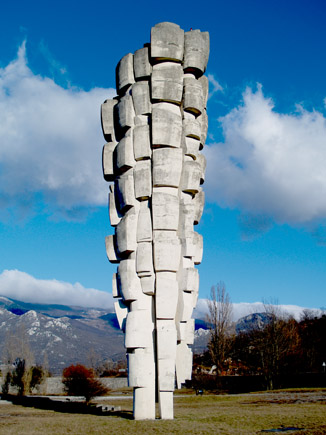
A podhumi áldozatok emlékműve

| Lakosság változása | Lakosság változása | Lakosság változása | Lakosság változása | Lakosság változása | Lakosság változása | Lakosság változása | Lakosság változása | Lakosság változása | Lakosság változása | Lakosság változása | Lakosság változása | Lakosság változása | Lakosság változása | Lakosság változása | Lakosság változása |
| ------------------ | ------------------ | ------------------ | ------------------ | ------------------ | ------------------ | ------------------ | ------------------ | ------------------ | ------------------ | ------------------ | ------------------ | ------------------ | ------------------ | ------------------ | ------------------ |
| 1857               | 1869               | 1880               | 1890               | 1900               | 1910               | 1921               | 1931               | 1948               | 1953               | 1961               | 1971               | 1981               | 1991               | 2001               | 2011               |
| 754                | 691                | 818                | 966                | 973                | 1036               | 1117               | 1306               | 624                | 913                | 1060               | 1201               | 1141               | 1187               | 1343               | 1421               |

## Nevezetességei
A falu határában, de már a szomszédos Soboli területén az autópálya mellett áll a podhumi áldozatok emlékműve egy 22 méter magas betonoszlop Šime Vulas alkotása 1971-ben épült.